# Андриеш-Табак, Силвиу Георгиевич
Силвиу Георгиевич Андриеш-Табак (рум. Silviu Andrieș-Tabac; род. 19 мая 1969, Кишинёв) — молдавский историк геральдики, доктор исторических наук, вице-президент Национальной комиссии по геральдике Республики Молдова.

## Биография
Родился 19 мая 1969 года в городе Кишинёв, Республики Молдова.

## Признание, отличия
- Орден Богдана-Основателя (7 декабря 2020 года) — за особые заслуги в разработке и внедрении государственной политики в области публичной символики, значительный вклад в продвижение и освоение национальной геральдики и активную общественную деятельность[3].
- 25 марта 2014 года президент Румынии Траян Бэсеску наградил нескольких деятелей Республики Молдова, в том числе геральдиста Сильвиу Андриеш-Табака, который был награждён орденом «За заслуги перед культурой»[рум.] — в звании офицера, категории H — «Научные  Исследования»[4].

## Публикации
Книги
- Сильвиу Андриеш-Табак. «Территориальная геральдика Бессарабии и Приднестровья», Кишинёв, 1998.
- Сильвиу Андриеш-Табак. «Введение в геральдику. Общие понятия и дополнения к румынскому территориальному гербовнику» = «Introducere în heraldică. Noțiuni generale și întregiri la armorialul teritorial românesc» (рум.). — Монография. — Бухарест: Изд-во Бухарестского университета, 2008. — 172 с. — ISBN 9-789-737374431.
- Silviu Andrieș-Tabac. «Новые геральдические символы городов Криулень, Глодень, Стрэшень» = «Noile simboluri heraldice ale oraşelor Criuleni, Glodeni, Străşeni», Tyragetia. Serie nouă. Numărul 2(28), 2019. Pag. 247—258. ISSN 1857-0240, ISSNe 2537-6330. Disponibil în IBN: 1 noiembrie 2019.

Статьи, исследования
- Сильвиу Андриеш-Табак. Раду Богдан «от Кухурешть» и его преемники, Генеалогический архив, Яссы, 1997.
- Сильвиу Андриеш-Табак. «Стратегии наследия и основание церкви Святой Троицы (1913) в Кухурестий-де-Сус, Сорокский район, сёстрами Эжени и Александрин Богдан», (серия изобразительного искусства, изобразительное искусство, архитектура), Академия наук Молдовы, Институт культурного наследия, Центр изучения искусств, Кишинёв, 2011, с. 71–74.
- Боярские хоромы Бессарабии (I), Timpul de dimineață[англ.], 10 июля 2010 г.
- Silviu Andrieș-Tabac. IV симпозиум по кухурештенским исследованиям, Akademos, no. 2 (17), июнь 2010 г., с. 55—57